# 埃內坎角
62°8′S 58°24′W / 62.133°S 58.400°W
埃內坎角是南極洲的海岬，位於南設得蘭群島的喬治王島，處於阿德默勒爾蒂灣東面，由讓-巴蒂斯特·夏古率領的法國探險隊命名。